# Hans-Adolf Jacobsen
Hans-Adolf Jacobsen (* 16. November 1925 in Berlin; † 12. Dezember 2016 in Bonn) war ein deutscher Politikwissenschaftler und Historiker. Er war von 1969 bis 1991 Ordinarius am Seminar für Politische Wissenschaft der Rheinischen Friedrich-Wilhelms-Universität Bonn.

## Leben
Hans-Adolf Jacobsen wurde 1925 als Sohn des lettischen Violinisten und Musikpädagogen Maxim Jacobsen und dessen Frau Margarete Jacobsen, geborene Vogelsang, in Berlin geboren. 1940 besuchte er die Deutsche Schule in Brüssel, bis er – überrascht vom Westfeldzug – nach Deutschland zurückkehrte und 1943 Soldat wurde. Mit neunzehn Jahren geriet Leutnant Jacobsen in sowjetische Kriegsgefangenschaft. Während der fünfjährigen Gefangenschaft erlernte er die russische Sprache und entwickelte Sympathie für die russische Bevölkerung. Hier entstand auch sein Interesse für die Innen- und Außenpolitik der Sowjetunion. Nach der Entlassung absolvierte Jacobsen das Abitur, um danach an der Ruprecht-Karls-Universität Heidelberg und der Georg-August-Universität Göttingen Geschichtswissenschaft, Slawistik und Volkswirtschaftslehre zu studieren. 1954 publizierte er erste militärgeschichtliche Aufsätze. 1955 wurde Jacobsen bei Percy Ernst Schramm mit der Dissertation Die deutschen militärischen Planungen zum Einfall in Holland, Belgien und Luxemburg am 10. Mai 1940 zum Dr. phil. promoviert.
Von 1956 bis 1961 war er Dozent an der Schule der Bundeswehr für Innere Führung in Koblenz, von 1961 bis 1963 Direktor des Forschungsinstituts der Deutschen Gesellschaft für Auswärtige Politik Bonn, dem er ab 1973 wieder als Direktoriumsmitglied angehörte. Er edierte von 1962 bis 1964 das Kriegstagebuch des Generalobersts Franz Halder, das in mehrere Sprachen übersetzt wurde. 1966 habilitierte er sich bei Karl Dietrich Bracher an der Rheinischen Friedrich-Wilhelms-Universität Bonn, wo er seit 1964 als Dozent tätig war. Ab dem 1. April 1969 war er dort ordentlicher Professor für Politikwissenschaft, Zeitgeschichte und Internationale Beziehungen sowie Direktor des Seminars für Politische Wissenschaft. Zu seinen akademischen Schülern gehörten Dieter Bingen, Hıdır Eren Çelik, Gernot Graeßner, Christian Hacke, Peter Hünseler, Volker Kronenberg, Gerd Langguth, Birgit Meyer, Reinhard Meyers, Wolfgang Pfeiler, Hans-Gert Pöttering, Angelika Volle, Werner Weidenfeld und Helmut Zander.
Er war Gastprofessor der California State University (1977), der National Defense Academy of Japan (1978), der Columbia University (1982) und der San José State University (1986). Jacobsen war in den siebziger Jahren ein Pionier des fachwissenschaftlichen Dialogs zwischen deutschen und polnischen Historikern. Vom 10. bis 22. September 1977 leitete er ein Colloquium eines Seminars in der UdSSR, dabei hielten sich deutsche Studenten in Moskau und Leningrad auf. 1981 wurde Jacobsen Vorsitzender der Deutschen Gesellschaft für Friedens- und Konfliktforschung. Im Februar 1986 wurde er mit Hans-Helmuth Knütter und Hans-Peter Schwarz Mitglied des wissenschaftlichen Beirats der Bundeszentrale für politische Bildung. Nach der Wende von 1989 verstärkte Jacobsen seine Verständigungsbemühungen mit den polnischen Nachbarn und war bis Ende 2002 Präsident der Stiftung für deutsch-polnische Zusammenarbeit in Warschau. Er war Mitglied im Deutschen Polen-Institut.
Von 1973 bis 1989 war Jacobsen Sprecher des Beirats für Innere Führung beim Bundesminister der Verteidigung, ab 1976 Mitglied des Direktoriums des Ostkollegs in Köln. Von 1980 bis 1983 war er Vorsitzender des Kuratorariums der Deutschen Gesellschaft für Friedens- und Konfliktforschung, von 1990 bis 1991 leitete er die durch das Bundesministerium der Verteidigung eingesetzte „Unabhängige Kommission für die künftigen Aufgaben der Bundeswehr“ (Jacobsen-Kommission).
Hans-Adolf Jacobsen war evangelisch, seit 1952 mit Dorothea Jacobson, geborene Kaltheuner. verheiratet, lebte in Bonn-Buschdorf und hatte die sechs Kinder Margarete, Sabine, Christiane, Hans, Eva und Martin.

## Wissenschaftliche Arbeit
Jacobsen spezialisierte sich anfangs auf den Zweiten Weltkrieg und die Zeit des Nationalsozialismus in Deutschland. So publizierte er von 1956 bis 1978 zahlreiche Studien und Dokumente zur Geschichte des Zweiten Weltkrieges. Viele seiner Werke beschäftigen sich mit außenpolitischen Themen des Zweiten Weltkriegs. Ebenso edierte er mehrere Kriegstagebücher. Später spezialisierte er sich auf eine Teildisziplin der Politikwissenschaft, die Internationalen Beziehungen.

## Ehrungen
- 1973: Bundesverdienstkreuz 1. Klasse[3]
- 1986: Großes Bundesverdienstkreuz
- 1989: Ehrendoktorwürde der Universität Warschau (als erster Deutscher nach dem Zweiten Weltkrieg)
- 1991: Auswärtiges Mitglied der Polnischen Akademie der Gelehrsamkeit (PAU) in Krakau
- 1997: Großes Bundesverdienstkreuz mit Stern
- 1998: Ehrenmedaille der Universität Warschau
- 2001: Ehrenmedaille der Universität Krakau
- 2002: Komtur mit Stern des Verdienstordens der Republik Polen
- Ehrenkreuz der Bundeswehr in Gold

## Schriften (Auswahl)

### Monografien
- Dokumente zur Vorgeschichte des Westfeldzuges, 1939–1940 (= Studien und Dokumente zur Geschichte des Zweiten Weltkrieges. Band 2a). Musterschmidt, Göttingen u. a. 1956.
- Fall Gelb. Der Kampf um den deutschen Operationsplan zur Westoffensive 1940 (= Veröffentlichungen des Instituts für Europäische Geschichte, Mainz. Band 16). Steiner, Wiesbaden 1957 (online)
- Dünkirchen. Ein Beitrag zur Geschichte des Westfeldzuges 1940 (= Die Wehrmacht im Kampf. Band 19). Vowinckel, Neckargemünd 1958.
- 1939–1945. Der Zweite Weltkrieg in Chronik und Dokumenten. Wehr und Wissen Verlagsgesellschaft, Darmstadt 1959 (5. Auflage 1961).
- Dokumente zum Westfeldzug 1940 (= Studien und Dokumente zur Geschichte des Zweiten Weltkrieges. Band 2b). Musterschmidt, Göttingen u. a. 1960.
- Deutsche Kriegführung 1939–1945. Ein Überblick (= Schriftenreihe der Niedersächsischen Landeszentrale für Politische Bildung. Heft 12). Niedersächsische Landeszentrale für politische Bildung, Hannover 1961.
- Zur Konzeption einer Geschichte des Zweiten Weltkrieges 1939–1945. Disposition mit kritisch ausgewähltem Schrifttum (= Schriften der Bibliothek für Zeitgeschichte. Heft 2). Bernard & Graefe, Frankfurt am Main 1964.
- mit Otto Stenzl: Deutschland und die Welt. Zur Außenpolitik der Bundesrepublik 1949–1963. Deutscher Taschenbuch Verlag, München 1964.
- mit Martin Broszat, Helmut Krausnick: Konzentrationslager, Kommissarbefehl, Judenverfolgung (= Anatomie des SS-Staates. Band 2). Walter, Olten 1965.
- Der Zweite Weltkrieg. Grundzüge der Politik und Strategie in Dokumenten. Fischer, Frankfurt am Main u. a. 1965.
- Nationalsozialistische Außenpolitik. 1933–1938. Metzner, Frankfurt am Main u. a. 1968.
- Fünf Jahre Warschauer Vertrag. Versuch einer Bilanz der Beziehungen zwischen der Bundesrepublik Deutschland und der Volksrepublik Polen 1970–1975. Berlin-Verlag, Berlin 1976, ISBN 3-87061-069-7.
- Von der Strategie der Gewalt zur Politik der Friedenssicherung. Beiträge zur deutschen Geschichte im 20. Jahrhundert. Droste, Düsseldorf 1977, ISBN 3-7700-0453-1.
- Vom Imperativ des Friedens. Beiträge zur Politik und Kriegführung im 20. Jahrhundert. Droste, Düsseldorf 1995, ISBN 3-7700-1051-5.
- mit Arthur L. Smith, Jr.: The Nazi Party and the German Foreign Office (= Routledge studies in modern European history. Band 11). Routledge, New York u. a. 2007, ISBN 978-0-415-95771-7.

### Herausgeberschaften
- mit Jürgen Rohwer: Entscheidungsschlachten des zweiten Weltkrieges. Im Auftrag des Arbeitskreises für Wehrforschung, Bernard & Graefe, Verlag für Wehrwesen, Frankfurt am Main 1960.
- mit Andreas Hillgruber: Die sowjetische Geschichte des Grossen Vaterländischen Krieges 1941–1945. Verfasst von Boris Semjonowitsch Telpuchowski, Bernard & Graefe, Verlag für Wehrwesen, Frankfurt am Main 1961.
- Kriegstagebuch des Oberkommandos der Wehrmacht. 1940–1945. Geführt von Helmuth Greiner und Percy Ernst Schramm. Im Auftrag des Arbeitskreises für Wehrforschung, 4 Bände, Bernard & Graefe, Verlag für Wehrwesen, Frankfurt am Main 1961–1965.
- mit Hans Dollinger: Die deutschen Studenten. Der Kampf um die Hochschulreform. Eine Bestandsaufnahme. Desch, München 1968.
- mit Hans Dollinger: Der zweite Weltkrieg in Bildern und Dokumenten. 10 Bände, Desch, München u. a. 1968/69.

- Band 1: Die Blitzkriege 1939/1940.
- Band 2: Krieg gegen Grossbritannien 1940/1941.
- Band 3: Unternehmen Barbarossa 1941.
- Band 4: Die Ausweitung zum Weltkrieg 1941/1942.
- Band 5: Kriegswende 1942/1943.
- Band 6: Sturm auf die Festung Europa. 1943.
- Band 7: Krieg an allen Fronten 1943/1944.
- Band 8: Die Invasion 1944.
- Band 9: Die Eroberung Deutschlands 1945.
- Band 10: Das Ende des Zweiten Weltkrieges.

- mit Hans Dollinger: Hundert Jahre Deutschland. 1870–1970. Bilder, Texte, Dokumente. Mit einem Geleitwort von Richard von Weizsäcker und einem Nachwort von Willy Brandt, Desch, München u. a. 1969.
- Mißtrauische Nachbarn. Deutsche Ostpolitik 1919–1970. Dokumentation und Analyse. Droste, Düsseldorf 1970.
- Hans Steinacher. Bundesleiter des VDA. 1933–1937. Erinnerungen und Dokumente (= Schriften des Bundesarchivs. Band 19). Boldt, Boppardt am Rhein 1970, ISBN 3-7646-1545-1.
- mit Mieczysław Tomala: Wie Polen und Deutsche einander sehen. Beiträge aus beiden Ländern. Übersetzung aus dem Polnischen von Sibylle Stahlmann, Droste, Düsseldorf 1973, ISBN 3-7700-0309-8.
- mit Wolfgang Mallmann und Christian Meier: Sicherheit und Zusammenarbeit in Europa (KSZE). Analyse und Dokumentation. 2 Bände, Verlag Wissenschaft und Politik, Köln 1973/1978.
- Der Weg zur Teilung der Welt. Politik und Strategie 1939–1945. Wehr und Wissen, Koblenz u. a. 1977.
- mit Arthur L. Smith: World War II Policy and Strategy. Selected Documents with Commentary. ABC-Clio, Santa Barbara, Calif., 1979, ISBN 978-0-87436-291-6.
- Karl Haushofer. Leben und Werk. Boldt, Boppard am Rhein 1979, ISBN 3-7646-1648-2.

- Band 1: Lebensweg 1869–1946 und ausgewählte Texte zur Geopolitik;
- Band 2: Ausgewählter Schriftwechsel.

- mit Gert Leptin, Ulrich Scheuner, Eberhard Schulz: Drei Jahrzehnte Aussenpolitik der DDR. Bestimmungsfaktoren, Instrumente, Aktionsfelder (= Schriften des Forschungsinstituts der Deutschen Gesellschaft für Auswärtige Politik. Band 44). Oldenbourg, München u. a. 1979, ISBN 3-486-49331-0 (2. Auflage 1980).
- mit Carl-Christoph Schweitzer, Jerzy Sulek und Lech Trzeciakowski: Bundesrepublik Deutschland und Volksrepublik Polen. Bilanz der Beziehungen, Probleme und Perspektiven ihrer Normalisierung. Metzner, Frankfurt am Main 1979, ISBN 3-7875-5256-1.
- mit Heinz-Georg Lemm: Heere international. Militärpolitik, Strategie, Technologie, Wehrgeschichte. Chefredakteur: Reinhard Hauschild, 3 Bände, Mittler, Herford u. a. 1981–1984.
- Spiegelbild einer Verschwörung. Die Opposition gegen Hitler und der Staatsstreich vom 20. Juli 1944 in der SD-Berichterstattung. Geheime Dokumente aus dem ehemaligen Reichssicherheitshauptamt. 2 Bände, Seewald, Stuttgart 1984, ISBN 3-512-00657-4.
- als Mitherausgeber: Contemporary Germany. 1984.
- mit Manfred Funke, Hans-Helmuth Knütter, Hans-Peter Schwarz: Demokratie und Diktatur. Geist und Gestalt politischer Herrschaft in Deutschland und Europa. Festschrift für Karl Dietrich Bracher (= Schriftenreihe der Bundeszentrale für politische Bildung. Band 250). Droste Verlag, Düsseldorf 1987, ISBN 3-7700-0730-1.
- mit Uwe Heuer, Hans-Jürgen Rautenberg: Friedenssicherung durch Verteidigungsbereitschaft. Deutsche Sicherheitspolitik 1949–1989. Dokumente. von Hase & Koehler, Mainz 1989, ISBN 3-7758-1210-5.
- mit Hans-Jürgen Rautenberg: Bundeswehr und europäische Sicherheitsordnung. Abschlussbericht der Unabhängigen Kommission für die Künftigen Aufgaben der Bundeswehr. Bouvier, Bonn 1991, ISBN 3-416-02348-X.
- mit Boris Orlow: Verpasst eure Chancen nicht. Aspekte der deutsch-russischen Beziehungen im 20. Jahrhundert. Beiträge. von Hase & Koehler, Mainz 1992, ISBN 3-7758-1262-8.
- mit Mieczysław Tomala: Bonn – Warschau. 1945–1991. Die deutsch-polnischen Beziehungen. Analyse und Dokumentation. Verlag Wissenschaft und Politik, Köln 1992, ISBN 3-8046-8761-X.
- mit Jochen Löser, Daniel Proektor, Sergej Slutsch: Deutsch-russische Zeitenwende. Krieg und Frieden 1941–1995 (= Paul-Kleinewefers-Stiftung: Schriften der Paul-Kleinewefers-Stiftung. Band 2). Nomos, Baden-Baden 1995, ISBN 3-7890-3683-8.

### Film
- Deutsche Ostpolitik, Bismarck bis Brandt. 1973.